# Čajnža vas
Čajnža vas (nemško St. Johann) je naselje v Občini Pokrče v Okraju Celovec-dežela na Koroškem v Avstriji.